# 施得高
施得高（？—1854年），中國清朝武官官員，本籍福建福清縣。
担任福建把總、千總。道光十三年，任福建金門鎮標右營守備。道光十六年，护福建福寧鎮標右營遊擊、福建金門鎮標右營遊擊。道光二十一年，任福建水師提標中軍參將。道光二十三年，署福建澎湖水師副將，同年升任福建金門鎮總兵。次年，署福建南澳鎮總兵。道光三十年，署福建水師提督。先锋三年，实授福建水師提督。有子施春華。